# Arnolds Kurše
Arnolds Kurše, latvijski general, * 1896, † 1953.